# Linda Holly

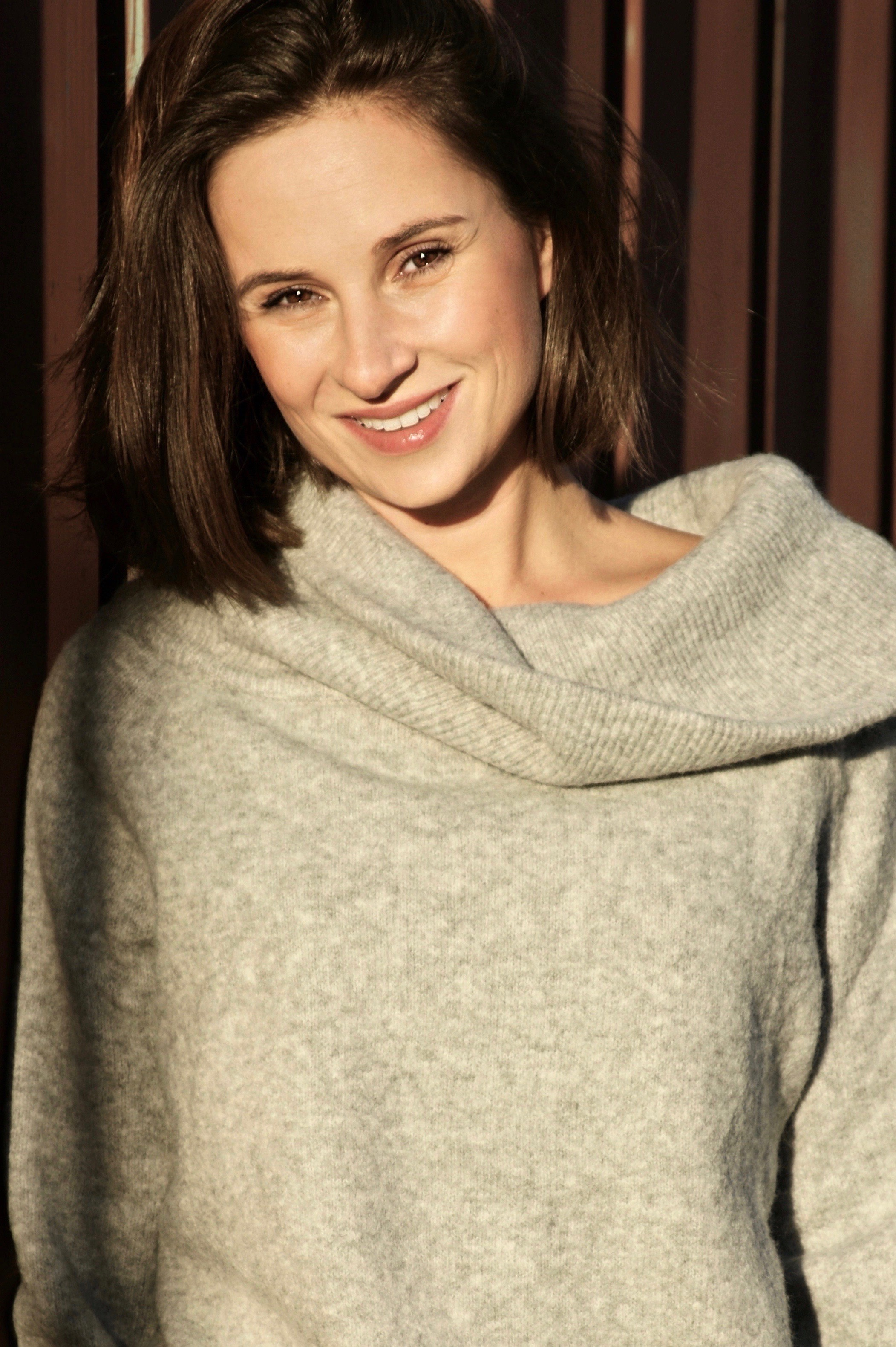
Linda Holly (2017)

Linda Holly (* 11. März 1984 in Hamburg) ist eine deutsch-österreichische Schauspielerin.

## Leben
Linda Holly begann im Alter von 13 Jahren bei der Theater Jugend Hamburg Schauspielunterricht zu nehmen und war bis zu ihrem 18. Lebensjahr bereits in zahlreichen Produktion zu sehen. Sie machte ihr Abitur 2003 am Heilwig-Gymnasium in Hamburg und schloss 2008 die Akademie für Darstellende Kunst Bayern in Regensburg ab. Linda Holly wird von der ZAV vertreten. In weiterer Folge absolvierte sie Weiterbildungen zur Synchronsprecherin, Werbesprecherin und Radiomoderatorin. Durch ihre Mitwirkung bei verschiedenen Produktionen hat sie auch eine fundierte Reitausbildung für Bühne und Film (Westernreiten und klassisches Reiten). Sie ist neben ihrer Tätigkeit auf der Bühne und in Film und Fernsehen auch in der Werbung, für Hörspiele und Podcasts als Sprecherin und Schauspielerin tätig.
Von 2008 bis 2012 war Linda Holly Ensemblemitglied des Kontaktiertheater – Theater für Suchtprävention in Wien. Für die Saison 2012 übernahm sie die Produktionsleitung der Karl-May-Festspiele in Winzendorf für die Produktion „Winnetou II“ in der sie auch die Hauptrolle der „Ribanna“ spielte. 2013 war Linda Holly unter der Regie von Dieter Wedel bei den Nibelungenfestspielen in Worms engagiert. 2015 übernahm sie bei den Karl-May-Spielen Bad Segeberg in der Produktion „Im Tal des Todes“ die Hauptrolle der „Paloma Nakana“ und spielte unter anderem mit Barbara Wussow, Jan Sosniok und Ralf Bauer vor 346.677 Besuchern in 72 Vorstellungen.

## Film und TV (Auswahl)
- 2003: Rosenstraße, Spielfilm, Rolle: Jüdin, Regie: Margarethe von Trotta
- 2004: Trautmann, TV-Krimiserie (ORF), Rolle: Animierdame, Regie: Thomas Roth
- 2004: Dorfers Donnerstalk, Satire-Talkshow (ORF), Regie: David Schalko
- 2005: Taxidermia – Friss oder stirb, Spielfilm, Rolle: Ausstellungsbesucherin, Regie: György Pálfi
- 2006: Mathildas Traum, Kurzfilm, Rolle: Mathilda, Regie: Ip Wischin
- 2006: Kronprinz Rudolfs letzte Liebe, TV-Spielfilm (ORF), Rolle: Kammerzofe, Regie: Robert Dornhelm
- 2008: Paarreim, Spielfilm, Rolle: Isabell Haimerl, Regie: Yannic Hieber
- 2010: Woyzeck – die Trilogie, Rolle: Anna, Regie: Ip Wischin (alias: Ippolit Wischinsky)
- 2014 bis 2016: In Gefahr, Hauptrolle: Kommissarin Julia Lewald, TV-Serie auf Sat.1 Regie: u. a. Volker Schwab, Martina Algeyer, Peter Spielmann
- 2016: ÖGB-Frauen, Socialmedia-Spot, Regie: Leo Maria Bauer
- 2017:Macht der Vergangenheit, Sat.1, Hauptrolle: Ariane Wagner, Regie: Andy Klein

## Theater (Auswahl)
- 1999–2004: Mitwirkung an verschiedenen Produktionen der Theaterjugend Hamburg
- 2005: Hexenjagd; Rolle: Betty, Regie: Ip Wischin; Pygmaliontheater, Wien
- 2006: Der Bär; Rolle: Popowa, Regie: Verena Skocek; Pygmaliontheater, Wien
- 2006: Die Schneekönigin; Rolle: Schneekönigin, Regie: C. Allmayer; Tournee in Österreich
- 2007: Die Ledertasche; Rolle: Polizistin, Regie: M. Blumenthal, Akademietheater, Regensburg
- 2008: Schneeweißchen und Rosenrot; Rolle: Rosenrot, Regie: C. Allmayer; Gloria-Theater, Wien
- 2008: Die Zofen; Rolle: Solange, Regie: Lis Verhoeven; Akademietheater, Regensburg
- 2008: Spiel mit der Angst; verschiedene Rollen, Regie: Matthias Winter, KZ Flossenbürg
- 2009: Der sündhaft schöne Josefine; Rolle: Moni, Regie: C. Allmayer; Tournee in Österreich
- 2009: Tilt; Rolle: Lisa, Regie: Liane Wagner; Tournee in Deutschland
- 2010: Maikäfer flieg; Rolle: Schneekönigin, Regie: Bruno Max; TZF, Bunker Mödling
- 2011: The Madness of King George III; Rolle: Lady Elizabeth Pembroke, Regie: Bruno Max; Theater Scala, Wien[9]
- 2011: Verräterisches Herz, Edgar Allan Poe; Rolle: Engel des Todes, Regie: Bruno Max; TZF, Bunker Mödling
- 2012: Winnetou II, nach Karl May; Rolle: Ribanna, Regie: Helga Wolf; Event-Bühne, Winzendorf
- 2012: Antonius & Kleopatra, William Shakespeare; Rolle: Octavia, Regie: Bruno Max; Theater Scala, Wien[10]
- 2013: Peer, du lügst!; Rolle: Solvejg, Regie: Bruno Max; TZF, Bunker Mödling
- 2013: Hebbels Nibelungen – born to die; Rollen: Recke, Siegfried, Regie: Dieter Wedel; Nibelungenfestspiele, Worms[11]
- 2013: Prêt-à-porter, Dinnershow; Rolle: Ermittelnde Kommissarin, Regie: Peter Gulan; Vindobona, Wien
- 2014: Inferno; Rolle: Estelle, Regie: Bruno Max; TZF, Bunker Mödling
- 2014–2015: Der rosarote Panther; Rolle: Hannelore Klotz, Regie: Peter Gulan; Spoon Donauturm, Wien
- 2015: Im Tal des Todes, nach Karl May; Rolle: Paloma Nakana, Regie: Norbert Schultze jr.; Karl-May-Spiele, Bad Segeberg
- 2016/2017: Nacht.Stücke. Die seltsamen Leiden des E.T.A. Hoffmann; Rolle: Olympia, Regie: Bruno Max; TZF, Bunker Mödling[12]

## Auszeichnungen
- 2011/2012: Theater zum Fürchten (Stadttheater Mödling, Theater Scala Wien): Theaterdrache, Ensemblepreis „Beste Produktion“ für „The Madness of King George III“
- 2011/2012: Theater zum Fürchten (Stadttheater Mödling, Theater Scala Wien): Theaterdrache, Nominierung für die beste Nebenrolle in den Produktionen „The Madness of King George III“ und „Antonius und Kleopatra“